# Лука Јованић
Лука Јованић (Врбас, 24. март 1995) српски је фудбалер који тренутно наступа за чајетински Златибор.

## Каријера
У сениорском узрасту, Јованић је играо за новосадску Славију. Био је стрелац у баражу за Новосадско-сремску зону, против Подунавца из Белегиша. Након тога је отишао у Панонију из истоименог места код Бачке Тополе и играо у Подручној лиги Суботице. Из тог клуба је годину дана касније прешао у ТСЦ и такмичарску 2016/17. одиграо у Српској лиги Војводине. Након те сезоне, клуб је заиграо у Првој лиги Србије, док је Јованић лета 2017. приступио панчевачком Динаму. Ту је остао до краја календарске године. Недуго затим, потписао је за ОФК Бачку из Бачке Паланке. У Суперлиги Србије је дебитовао последњег дана марта 2018, у поразу од Партизана на Стадиону Славко Малетин Вава. По окончању сезоне је раскинуо уговор и напустио клуб. Кратко је био члан Инђије, али за ту екипу није наступао на званичним сусретима. У истом прелазном року се вратио у кулски Хајдук где је раније наступао у млађим узрастима. После Хајдука, Јованић је носио дрес Кабела и Колубаре. У првом делу такмичарске 2020/21. био је стрелац 11 погодака за Феникс 1995 у Српској лиги Војводине. Почетком 2021. године прешао је у новосадску Младост. Сезону је окончао с укупно 17 постигнутих голова. Остваривши пласман у виши степен такмичења, с клубом је потом наступао и у Првој лиги Србије. Крајем календарске 2021, узео је исписницу и напустио екипу. Убрзо је представљен као појачање Борца из Шајкаша. Наредне сезоне обукао је дрес Радничког 1912. Ту је остао до краја 2022, постигавши 7 голова у Српској лиги Војводине. Неколико месеци је предводио напад краљевачке Слоге, која није успела да задржи статус у Српској лиги Запад. Постигао је пет погодака и по завршетку сезоне 2022/23. напустио клуб. Следеће сезоне остао је у истом такмичењу, као фудбалер чајетинског Златибора.

## Трофеји и награде
Младост Нови Сад
- Српска лига Војводина : 2020/21.[35]

- Прва лига Србије : 2021/22.[36]